# آلن واتس
آلن ویلسون واتس (به انگلیسی: Alan Wilson Watts) (۶ ژانویه ۱۹۱۵–۱۶ نوامبر ۱۹۷۳) فیلسوف، نویسنده و سخنران انگلیسی بود که به دلیل تفسیر و رواج فلسفه‌های شرقی بودیسم، تائوئیسم و هندوئیسم برای مخاطبان غربی شهرت داشت. وی در چیزلهورست، انگلستان متولد شد و در سال ۱۹۳۸ به ایالات متحده نقل مکان کرده و آموزش ذن را در نیویورک آغاز کرد. واتس مدرک کارشناسی ارشد الهیات را از حوزه علمیه سیبری-وسترن دریافت کرد و در سال ۱۹۴۵ کشیش اسقفی شد. وی در سال ۱۹۵۰ وزارت را ترک کرده و به کالیفرنیا رفت و در آنجا به عضو هیئت علمی آکادمی مطالعات آسیایی آمریکا درآمد.
شهرت واتس در حین کار به عنوان یک برنامه‌نویس داوطلب در ایستگاه رادیویی KPFA در برکلی آغاز شد. وی بیش از ۲۵ کتاب و مقاله در مورد دین و فلسفه نوشت و پادفرهنگ دهه ۱۹۶۰ را به راه ذن، یکی از اولین کتاب‌های پرفروش در آیین بودا معرفی کرد. وی در کتاب روان درمانی شرق و غرب اظهار داشت که می‌توان بودیسم را نوعی روان‌درمانی دانست. او در مورد کتابش طبیعت، زن و مرد نوشت «از نظر ادبی - بهترین کتابی که من تاکنون نوشتم». وی همچنین آگاهی و روان‌درمانی انسان را در آثاری مانند کیمیاگری جدید و کیهان‌شناسی شاد کاوش کرد.

## واژه‌نامه
1. ↑  The Way of Zen (1957)
2. ↑  Psychotherapy East and West (1961)
3. ↑  Nature, Man and Woman (1958)
4. ↑  The New Alchemy (1958)
5. ↑  The Joyous Cosmology (1962)